# Pietro Axerio Piazza
Pietro Axerio Piazza, conosciuto con il soprannome Piaru van d’ Piazu (Rima, 1827 – Varallo, 1905), è stato un imprenditore e poeta italiano.

## Biografia
Apprese in Francia a Chalon-sur-Saône l'arte del gessatore, che poi esercitò in mezza Europa.
L'azienda da lui fondata aveva sede a Berlino, ma lavorò molto anche nell'Impero russo, con maestranze valsesiane e locali. Tra gli importanti lavori eseguiti in Germania c'era il Palazzo reale e il Palazzo Standt della Banca tedesca. L'azienda si specializzò, in particolare, nel marmo artificiale che conobbe all'epoca una particolare fioritura.
A sue spese organizzò un museo del marmo artificiale e una gipsoteca con le opere di Pietro della Vedova, anch'egli di Rima.
Poeta di lingua alemanna, scrisse nel particolare dialetto walser di Rima (detto anche ticcio) le  "gladie", canzonette in cui esprimeva l'amore per la sua terra.